# Dicranomyia luteonitens
Dicranomyia luteonitens är en tvåvingeart som beskrevs av Edwards 1923. Dicranomyia luteonitens ingår i släktet Dicranomyia och familjen småharkrankar. Inga underarter finns listade i Catalogue of Life.